# Szent Miklós-fatemplom (Tirnáva)
A tirnavai Szent Miklós-fatemplom műemlékké nyilvánított épület Romániában, Hunyad megyében. A romániai műemlékek jegyzékében a  HD-II-m-A-03462 sorszámon szerepel.